# Gewone grootrug
De gewone grootrug (Megalonotus chiragra) is een wants uit de onderfamilie Rhyparochrominae en uit de familie bodemwantsen (Lygaeidae).
De onderfamilie Rhyparochrominae wordt ook weleens als een zelfstandige familie Rhyparochromidae gezien in een superfamilie Lygaeoidea. Lygaeidae is conform de indeling van bijvoorbeeld het Nederlands Soortenregister.

## Uiterlijk
Deze soort is 5,2 tot 6,7 mm lang. Net als de andere soorten uit het genus Megalonotus is het halsschild (pronotum) donker gekleurd en grof gepuncteerd en dragen de voordijen een grote en meerdere kleinere stekels. De gewone grootrug heeft lange rechtopstaande haren op het halsschild. De kop, het schildje (scutellum) en de poten zijn donker. De antennes zijn donker op het bruine tweede segment na. De meeste wantsen zijn kortvleugelig (brachypteer), de vleugels zijn dan licht verkort. Maar er zijn ook langvleugelige (macropteer) wantsen.

## Verspreiding en habitat
De soort komt voor in Europa van het zuidelijk deel van Scandinavië tot in het noordelijke deel van het Middellandse Zeegebied en naar het zuiden toe in Noord-Afrika. Naar het oosten is hij verspreid tot in Klein Azië, Centraal Azië, Siberië en China. Ze zijn ook in Noord-Amerika bekend. Ze zijn het meest talrijk op droge, open, warme leefgebieden met zand- en kalksteenbodems.

## Leefwijze
De wantsen leven polyfaag op de bodem in de strooisellaag en zuigen aan de zaden. De eitjes worden gelegd op grashalmen, stengels van kruidachtige planten of mos. De imagines overwinteren.